# Deuxième circonscription de l'Aube
La deuxième circonscription de l'Aube est représentée dans la XVIe législature par Valérie Bazin-Malgras, députée LR.

## Description géographique et démographique

### De 1958 à 1986
La deuxième circonscription de l'Aube était composée de :
- Canton d'Aix-en-Othe
- Canton de Bar-sur-Seine
- Canton de Bouilly
- Canton de Chaource
- Canton d'Ervy-le-Châtel
- Canton d'Estissac
- Canton de Lusigny-sur-Barse
- Canton de Mussy-sur-Seine
- Canton des Riceys
- Canton de Troyes-III

### Depuis 1988
La deuxième circonscription de l'Aube est située dans le sud-est du département, zones tournée vers la Bourgogne. Elle partage avec les deux autres circonscriptions du département la ville de Troyes, préfecture. Elle regroupe les cantons suivant :
- Canton d'Aix-en-Othe
- Canton de Bar-sur-Seine
- Canton de Bouilly
- Canton de Chaource
- Canton d'Ervy-le-Châtel
- Canton d'Estissac
- Canton de Lusigny-sur-Barse
- Canton de Mussy-sur-Seine
- Canton des Riceys
- Canton de Troyes-5
- Canton de Troyes-6
- Canton de Troyes-7

## Historique des députations
| Législature | Début de mandat | Fin de mandat  | Député                | Parti politique | Observations |
| ----------- | --------------- | -------------- | --------------------- | --------------- | --- |
| Ire         | 9 décembre 1958 | 9 octobre 1962 | Henri Terré           | CNI             | Maire de Troyes Président du Conseil général de l'Aube (Canton de Troyes-3) Mandat écourté à la suite d'une dissolution parlementaire décidée par Charles de Gaulle.                               |
| IIe         | 6 décembre 1962 | 2 avril 1967   | Henri Terré           | RI              | Maire de Troyes Président du Conseil général de l'Aube (Canton de Troyes-3) |
| IIIe        | 3 avril 1967    | 30 mai 1968    | Bernard Pieds         | DVG             | Mandat écourté à la suite d'une dissolution parlementaire décidée par Charles de Gaulle. |
| IVe         | 11 juillet 1968 | 1er avril 1973 | Robert Galley         | UDR             | Maire de Troyes (à partir de 1972) Remplacé par Jacques Delhalle le 13 août 1968 à la suite de sa nomination au gouvernement                                                                       |
| Ve          | 2 avril 1973    | 2 avril 1978   | Robert Galley         | UDR             | Maire de Troyes Remplacé par Jacques Delhalle le 7 mai 1973 à la suite de sa nomination au gouvernement                                                                                            |
| VIe         | 3 avril 1978    | 22 mai 1981    | Robert Galley         | RPR             | Maire de Troyes Remplacé par Jacques Delhalle le 7 mai 1978 à la suite de sa nomination au gouvernement Mandat écourté à la suite d'une dissolution parlementaire décidée par François Mitterrand. |
| VIIe        | 2 juillet 1981  | 1er avril 1986 | Robert Galley         | RPR             | Maire de Troyes |
| IXe         | 23 juin 1988    | 1er avril 1993 | Robert Galley         | RPR             | Maire de Troyes |
| Xe          | 2 avril 1993    | 21 avril 1997  | Robert Galley         | RPR             | Maire de Troyes (→ 1995) Mandat écourté à la suite d'une dissolution parlementaire décidée par Jacques Chirac.                                                                                     |
| XIe         | 12 juin 1997    | 18 juin 2002   | Robert Galley         | RPR             | |
| XIIe        | 19 juin 2002    | 19 juin 2007   | Jean-Claude Mathis    | UMP             | Maire des Riceys Conseiller général du canton des Riceys |
| XIIIe       | 20 juin 2007    | 19 juin 2012   | Jean-Claude Mathis    | UMP             | Maire des Riceys Conseiller général du canton des Riceys |
| XIVe        | 20 juin 2012    | 20 juin 2017   | Jean-Claude Mathis    | UMP             | Maire des Riceys Conseiller général du canton des Riceys |
| XVe         | 21 juin 2017    | 21 juin 2022   | Valérie Bazin-Malgras | LR              | Conseillère municipale de Troyes |
| XVIe        | 22 juin 2022    | 9 juin 2024    | Valérie Bazin-Malgras | LR              | Conseillère municipale de Troyes Mandat écourté à la suite d'une dissolution parlementaire décidée par Emmanuel Macron.                                                                            |

## Historique des élections

### Élections de 1958
| Candidat       | Candidat        | Parti                     | Premier tour | Premier tour | Second tour | Second tour |  |
| Candidat       | Candidat        | Parti                     | Voix         | %            | Voix        | %           |  |
| -------------- | --------------- | ------------------------- | ------------ | ------------ | ----------- | ----------- |  |
|                | Henri Terré élu | CNIP                      | 15 255       | 42,18        | 22 241      | 66,33       |  |
|                | Marcel Noël     | PCF                       | 8 116        | 22,44        | 11 289      | 33,67       |  |
|                | Bernard Pieds   | SFIO                      | 6 816        | 18,85        | Retrait     | Retrait     |  |
|                | Raymond Nicot   | Divers droite (Gaulliste) | 5 977        | 16,53        | Retrait     | Retrait     |  |
|                |                 |                           |              |              |             |             |  |
| Inscrits       | Inscrits        | Inscrits                  | 48 594       | 100,00       | 48 592      | 100,00      |  |
| Abstentions    | Abstentions     | Abstentions               | 11 326       | 23,31        | 12 942      | 26,63       |  |
| Votants        | Votants         | Votants                   | 37 268       | 76,69        | 35 650      | 73,37       |  |
| Blancs et nuls | Blancs et nuls  | Blancs et nuls            | 1 104        | 2,96         | 2 120       | 5,95        |  |
| Exprimés       | Exprimés        | Exprimés                  | 36 164       | 97,04        | 33 530      | 94,05       |  |

Le suppléant d'Henri Terré était Pierre Labonde, agriculteur, adjoint au maire de Rhèges.

### Élections de 1962
| Candidat       | Candidat                  | Parti          | Premier tour | Premier tour | Second tour | Second tour |  |
| Candidat       | Candidat                  | Parti          | Voix         | %            | Voix        | %           |  |
| -------------- | ------------------------- | -------------- | ------------ | ------------ | ----------- | ----------- |  |
|                | Henri Terré sortant réélu | RI             | 9 889        | 31,8         | 11 589      | 34,12       |  |
|                | Pierre Daure              | UNR-UDT        | 8 962        | 28,82        | 10 869      | 32          |  |
|                | Marcelin Ninoreille       | PCF            | 7 096        | 22,82        | 11 511      | 33,89       |  |
|                | Roger Gouaille            | SFIO           | 5 154        | 16,57        | Retrait     | Retrait     |  |
|                |                           |                |              |              |             |             |  |
| Inscrits       | Inscrits                  | Inscrits       | 49 512       | 100,00       | 49 510      | 100,00      |  |
| Abstentions    | Abstentions               | Abstentions    | 17 175       | 34,69        | 14 485      | 29,26       |  |
| Votants        | Votants                   | Votants        | 32 337       | 65,31        | 35 025      | 70,74       |  |
| Blancs et nuls | Blancs et nuls            | Blancs et nuls | 1 236        | 3,82         | 1 056       | 3,01        |  |
| Exprimés       | Exprimés                  | Exprimés       | 31 101       | 96,18        | 33 969      | 96,99       |  |

Le suppléant d'Henri Terré était Louis Guillemin, directeur de coopérative agricole, maire de Saint-Germain.

### Élections de 1967
| Candidat       | Candidat            | Parti          | Premier tour | Premier tour | Second tour | Second tour |  |
| Candidat       | Candidat            | Parti          | Voix         | %            | Voix        | %           |  |
| -------------- | ------------------- | -------------- | ------------ | ------------ | ----------- | ----------- |  |
|                | Henri Terré sortant | RI             | 16 300       | 40,73        | 18 881      | 46,01       |  |
|                | Bernard Pieds élu   | FGDS (SFIO)    | 11 149       | 27,86        | 22 159      | 53,99       |  |
|                | Bernard Moretto     | PCF            | 8 551        | 21,37        | Retrait     | Retrait     |  |
|                | Bernard Coutord     | CD (PDM)       | 4 017        | 10,04        |             |             |  |
|                |                     |                |              |              |             |             |  |
| Inscrits       | Inscrits            | Inscrits       | 51 232       | 100,00       | 51 230      | 100,00      |  |
| Abstentions    | Abstentions         | Abstentions    | 10 248       | 20           | 9 289       | 18,13       |  |
| Votants        | Votants             | Votants        | 40 984       | 80           | 41 941      | 81,87       |  |
| Blancs et nuls | Blancs et nuls      | Blancs et nuls | 967          | 2,36         | 901         | 2,15        |  |
| Exprimés       | Exprimés            | Exprimés       | 40 017       | 97,64        | 41 040      | 97,85       |  |

Le suppléant de Bernard Pieds était Roger Dossot, agriculteur, conseiller général, maire de Virey-sous-Bar.

### Élections de 1968
| Candidat       | Candidat              | Parti          | Premier tour | Premier tour | Second tour | Second tour |  |
| Candidat       | Candidat              | Parti          | Voix         | %            | Voix        | %           |  |
| -------------- | --------------------- | -------------- | ------------ | ------------ | ----------- | ----------- |  |
|                | Robert Galley élu     | UDR (URP)      | 17 996       | 44,62        | 22 438      | 54,88       |  |
|                | Bernard Pieds sortant | FGDS (SFIO)    | 11 480       | 28,46        | 18 448      | 45,12       |  |
|                | Bernard Moretto       | PCF            | 6 079        | 15,07        | Retrait     | Retrait     |  |
|                | Georges Royer         | CD (PDM)       | 4 777        | 11,84        |             |             |  |
|                |                       |                |              |              |             |             |  |
| Inscrits       | Inscrits              | Inscrits       | 51 202       | 100,00       | 51 185      | 100,00      |  |
| Abstentions    | Abstentions           | Abstentions    | 10 294       | 20,1         | 9 638       | 18,83       |  |
| Votants        | Votants               | Votants        | 40 908       | 79,9         | 41 547      | 81,17       |  |
| Blancs et nuls | Blancs et nuls        | Blancs et nuls | 576          | 1,41         | 661         | 1,59        |  |
| Exprimés       | Exprimés              | Exprimés       | 40 332       | 98,59        | 40 886      | 98,41       |  |

Le suppléant de Robert Galley était Jacques Delhalle, maire adjoint de Troyes. Jacques Delhalle remplaça Robert Galley, nommé membre du gouvernement, du 13 août 1968 au 1er avril 1973.

### Élections de 1973
| Candidat       | Candidat                    | Parti          | Premier tour | Premier tour | Second tour | Second tour |  |
| Candidat       | Candidat                    | Parti          | Voix         | %            | Voix        | %           |  |
| -------------- | --------------------------- | -------------- | ------------ | ------------ | ----------- | ----------- |  |
|                | Robert Galley sortant réélu | UDR (URP)      | 20 955       | 47,44        | 24 153      | 53,2        |  |
|                | Bernard Pieds               | PS (UGSD)      | 12 990       | 29,41        | 21 244      | 46,8        |  |
|                | Jean Burles                 | PCF            | 5 845        | 13,23        | Retrait     | Retrait     |  |
|                | Henri Lemore                | CD (MR)        | 2 488        | 5,63         |             |             |  |
|                | Francis Dehaut              | LCR            | 1 411        | 3,19         |             |             |  |
|                | Claude Roussel              | Divers droite  | 482          | 1,09         |             |             |  |
|                |                             |                |              |              |             |             |  |
| Inscrits       | Inscrits                    | Inscrits       | 54 357       | 100,00       | 54 343      | 100,00      |  |
| Abstentions    | Abstentions                 | Abstentions    | 9 381        | 17,26        | 8 083       | 14,87       |  |
| Votants        | Votants                     | Votants        | 44 976       | 82,74        | 46 260      | 85,13       |  |
| Blancs et nuls | Blancs et nuls              | Blancs et nuls | 805          | 1,79         | 863         | 1,87        |  |
| Exprimés       | Exprimés                    | Exprimés       | 44 171       | 98,21        | 45 397      | 98,13       |  |

Le suppléant de Robert Galley était Jacques Delhalle. Jacques Delhalle remplaça Robert Galley, nommé membre du gouvernement, du 6 mai 1973 au 2 avril 1978.

### Élections de 1978
|                | Robert Galley sortant réélu | RPR            | 27 248 | 52,73  |  |  |  |
|                | Guy Charpentier             | PS             | 13 368 | 25,87  |  |  |  |
|                | Arlette Boilot              | PCF            | 8 985  | 17,39  |  |  |  |
|                | Annie Cousin                | LO             | 1 360  | 2,63   |  |  |  |
|                | Madeleine Ver Eecke         | LCR            | 717    | 1,39   |  |  |  |
|                |                             |                |        |        |  |  |  |
| Inscrits       | Inscrits                    | Inscrits       | 62 891 | 100,00 |  |  |  |
| Abstentions    | Abstentions                 | Abstentions    | 10 056 | 15,99  |  |  |  |
| Votants        | Votants                     | Votants        | 52 835 | 84,01  |  |  |  |
| Blancs et nuls | Blancs et nuls              | Blancs et nuls | 1 157  | 2,19   |  |  |  |
| Exprimés       | Exprimés                    | Exprimés       | 51 678 | 97,81  |  |  |  |

Le suppléant de Robert Galley était Jacques Delhalle. Jacques Delhalle remplaça Robert Galley, nommé membre du gouvernement, du 6 mai 1978 au 22 mai 1981.

### Élections de 1981
| Candidat       | Candidat                    | Parti          | Premier tour | Premier tour | Second tour | Second tour |  |
| Candidat       | Candidat                    | Parti          | Voix         | %            | Voix        | %           |  |
| -------------- | --------------------------- | -------------- | ------------ | ------------ | ----------- | ----------- |  |
|                | Robert Galley sortant réélu | RPR (UNM)      | 22 178       | 47,16        | 25 861      | 50,35       |  |
|                | Jean Weinling               | PS             | 17 671       | 37,58        | 25 502      | 49,65       |  |
|                | Arlette Boilot              | PCF            | 5 425        | 11,54        |             |             |  |
|                | André Lemeland              | Divers centre  | 1 753        | 3,73         |             |             |  |
|                |                             |                |              |              |             |             |  |
| Inscrits       | Inscrits                    | Inscrits       | 64 883       | 100,00       | 64 882      | 100,00      |  |
| Abstentions    | Abstentions                 | Abstentions    | 17 355       | 26,75        | 12 933      | 19,93       |  |
| Votants        | Votants                     | Votants        | 47 528       | 73,25        | 51 949      | 80,07       |  |
| Blancs et nuls | Blancs et nuls              | Blancs et nuls | 501          | 1,05         | 586         | 1,13        |  |
| Exprimés       | Exprimés                    | Exprimés       | 47 027       | 98,95        | 51 363      | 98,87       |  |

Le suppléant de Robert Galley était Jacques Delhalle.

### Élections de 1988
| Candidat       | Candidat                    | Parti          | Premier tour | Premier tour | Second tour | Second tour |  |
| Candidat       | Candidat                    | Parti          | Voix         | %            | Voix        | %           |  |
| -------------- | --------------------------- | -------------- | ------------ | ------------ | ----------- | ----------- |  |
|                | Robert Galley sortant réélu | RPR (URC)      | 20 825       | 47,61        | 25 229      | 53,05       |  |
|                | Jean Weinling               | PS             | 15 698       | 35,89        | 22 330      | 46,95       |  |
|                | Jean Lefèvre                | PCF            | 3 526        | 8,06         |             |             |  |
|                | René Francisci              | FN             | 3 289        | 7,52         |             |             |  |
|                | Guy Guénin                  | POE            | 404          | 0,92         |             |             |  |
|                |                             |                |              |              |             |             |  |
| Inscrits       | Inscrits                    | Inscrits       | 66 715       | 100,00       | 66 708      | 100,00      |  |
| Abstentions    | Abstentions                 | Abstentions    | 22 103       | 33,13        | 18 047      | 27,05       |  |
| Votants        | Votants                     | Votants        | 44 612       | 66,87        | 48 661      | 72,95       |  |
| Blancs et nuls | Blancs et nuls              | Blancs et nuls | 870          | 1,95         | 1 102       | 2,26        |  |
| Exprimés       | Exprimés                    | Exprimés       | 43 742       | 98,05        | 47 559      | 97,74       |  |

Le suppléant de Robert Galley était Georges Royer, conseiller général UDF du canton de Troyes-6, maire de Saint-André-les-Vergers.

### Élections de 1993
| Candidat       | Candidat                    | Parti             | Premier tour | Premier tour | Second tour | Second tour |  |
| Candidat       | Candidat                    | Parti             | Voix         | %            | Voix        | %           |  |
| -------------- | --------------------------- | ----------------- | ------------ | ------------ | ----------- | ----------- |  |
|                | Robert Galley sortant réélu | RPR (UPF)         | 12 829       | 29,87        | 23 159      | 57,09       |  |
|                | Jean-Pierre Chérain         | PS (ADFP)         | 7 237        | 16,85        | 17 408      | 42,91       |  |
|                | Étienne Copel               | Divers droite     | 6 165        | 14,35        |             |             |  |
|                | Marc Malarmey               | FN                | 5 341        | 12,44        |             |             |  |
|                | Jacques Rigaud              | diss. RPR         | 4 416        | 10,28        |             |             |  |
|                | Jean Lefèvre                | PCF               | 3 046        | 7,09         |             |             |  |
|                | Dominique Ménissier         | Les Verts (EÉ)    | 2 617        | 6,09         |             |             |  |
|                | Maurice Bernadié            | Divers écologiste | 1 300        | 3,03         |             |             |  |
|                |                             |                   |              |              |             |             |  |
| Inscrits       | Inscrits                    | Inscrits          | 65 944       | 100,00       | 65 930      | 100,00      |  |
| Abstentions    | Abstentions                 | Abstentions       | 20 624       | 31,28        | 21 190      | 32,14       |  |
| Votants        | Votants                     | Votants           | 45 320       | 68,72        | 44 740      | 67,86       |  |
| Blancs et nuls | Blancs et nuls              | Blancs et nuls    | 2 369        | 5,23         | 4 173       | 9,33        |  |
| Exprimés       | Exprimés                    | Exprimés          | 42 951       | 94,77        | 40 567      | 90,67       |  |

Le suppléant de Robert Galley était Patrick Goubeault, ingénieur de l'École centrale, maire adjoint de Troyes.

### Élections de 1997
| Candidat       | Candidat                    | Parti          | Premier tour | Premier tour | Second tour | Second tour |  |
| Candidat       | Candidat                    | Parti          | Voix         | %            | Voix        | %           |  |
| -------------- | --------------------------- | -------------- | ------------ | ------------ | ----------- | ----------- |  |
|                | Yves Fournier               | PS             | 10 249       | 23,82        | 19 929      | 41,85       |  |
|                | Robert Galley sortant réélu | RPR            | 9 703        | 22,55        | 20 110      | 42,23       |  |
|                | Marc Malarmey               | FN             | 8 732        | 20,29        | 7 581       | 15,92       |  |
|                | Alain Deroin                | UDF (PR)       | 5 464        | 12,7         |             |             |  |
|                | Jean-Pierre Cornevin        | PCF            | 3 124        | 7,26         |             |             |  |
|                | Marc Thillerot              | Les Verts      | 1 791        | 4,16         |             |             |  |
|                | Raymond Karl                | Divers droite  | 1 575        | 3,66         |             |             |  |
|                | Annie Cousin                | LO             | 1 376        | 3,2          |             |             |  |
|                | Claudette Cella             | MÉI            | 1 012        | 2,35         |             |             |  |
|                |                             |                |              |              |             |             |  |
| Inscrits       | Inscrits                    | Inscrits       | 66 503       | 100,00       | 66 498      | 100,00      |  |
| Abstentions    | Abstentions                 | Abstentions    | 21 182       | 31,85        | 17 017      | 25,59       |  |
| Votants        | Votants                     | Votants        | 45 321       | 68,15        | 49 481      | 74,41       |  |
| Blancs et nuls | Blancs et nuls              | Blancs et nuls | 2 295        | 5,06         | 1 861       | 3,76        |  |
| Exprimés       | Exprimés                    | Exprimés       | 43 026       | 94,94        | 47 620      | 96,24       |  |

Le suppléant de Robert Galley était Jean-Claude Mathis, directeur de société, conseiller général du canton des Riceys, maire des Riceys.

### Élections de 2002
| Candidat       | Candidat                       | Parti            | Premier tour | Premier tour | Second tour | Second tour |  |
| Candidat       | Candidat                       | Parti            | Voix         | %            | Voix        | %           |  |
| -------------- | ------------------------------ | ---------------- | ------------ | ------------ | ----------- | ----------- |  |
|                | Jean-Claude Mathis élu         | UMP              | 15 291       | 35,34        | 22 758      | 58,45       |  |
|                | Yves Fournier                  | PS               | 11 400       | 26,35        | 16 179      | 41,55       |  |
|                | Marc Malarmey                  | FN               | 7 542        | 17,43        |             |             |  |
|                | Alain Deroin                   | UDF              | 4 395        | 10,16        |             |             |  |
|                | Jean-Pierre Cornevin           | PCF              | 1 495        | 3,45         |             |             |  |
|                | Annie Cousin                   | LO               | 904          | 2,09         |             |             |  |
|                | Patrick Roher                  | Divers           | 648          | 1,5          |             |             |  |
|                | Anne Baicry                    | GÉ               | 524          | 1,21         |             |             |  |
|                | Pierre-Alexis Vandenboomgaerde | Pôle républicain | 444          | 1,03         |             |             |  |
|                | Patricia Lacombe               | MNR              | 357          | 0,83         |             |             |  |
|                | Denise Normant                 | Divers           | 271          | 0,63         |             |             |  |
|                |                                |                  |              |              |             |             |  |
| Inscrits       | Inscrits                       | Inscrits         | 68 838       | 100,00       | 68 832      | 100,00      |  |
| Abstentions    | Abstentions                    | Abstentions      | 24 679       | 35,85        | 27 916      | 40,56       |  |
| Votants        | Votants                        | Votants          | 44 159       | 64,15        | 40 916      | 59,44       |  |
| Blancs et nuls | Blancs et nuls                 | Blancs et nuls   | 888          | 2,01         | 1 979       | 4,84        |  |
| Exprimés       | Exprimés                       | Exprimés         | 43 271       | 97,99        | 38 937      | 95,16       |  |

Le suppléant de Jean-Claude Mathis était Alain Balland, informaticien, conseiller général du canton de Troyes-6, maire de Saint-André-les-Vergers.

### Élections de 2007
| Candidat       | Candidat                         | Parti          | Premier tour | Premier tour | Second tour | Second tour |  |
| Candidat       | Candidat                         | Parti          | Voix         | %            | Voix        | %           |  |
| -------------- | -------------------------------- | -------------- | ------------ | ------------ | ----------- | ----------- |  |
|                | Jean-Claude Mathis sortant réélu | UMP            | 20 110       | 47,59        | 25 032      | 65,26       |  |
|                | Saliha Ayadi                     | PRG            | 6 680        | 15,81        | 13 324      | 34,74       |  |
|                | Didier Leprince                  | Divers droite  | 3 488        | 8,25         |             |             |  |
|                | Marc Malarmey                    | FN             | 3 353        | 7,93         |             |             |  |
|                | Elisabeth Gariglio               | UDF–MoDem      | 2 515        | 5,95         |             |             |  |
|                | Jean-Pierre Cornevin             | PCF            | 1 963        | 4,65         |             |             |  |
|                | Hervé Murgier                    | Les Verts      | 1 408        | 3,33         |             |             |  |
|                | Jean Vivet                       | MPF            | 884          | 2,09         |             |             |  |
|                | Deolinda Cardoso                 | LO             | 612          | 1,45         |             |             |  |
|                | Anne Baicry                      | GÉ             | 567          | 1,34         |             |             |  |
|                | Denise Normant                   | Divers         | 361          | 0,85         |             |             |  |
|                | Anne-Marie Le Cadre              | MNR            | 316          | 0,75         |             |             |  |
|                |                                  |                |              |              |             |             |  |
| Inscrits       | Inscrits                         | Inscrits       | 73 373       | 100,00       | 73 367      | 100,00      |  |
| Abstentions    | Abstentions                      | Abstentions    | 30 302       | 41,3         | 33 103      | 45,12       |  |
| Votants        | Votants                          | Votants        | 43 071       | 58,7         | 40 264      | 54,88       |  |
| Blancs et nuls | Blancs et nuls                   | Blancs et nuls | 814          | 1,89         | 1 908       | 4,74        |  |
| Exprimés       | Exprimés                         | Exprimés       | 42 257       | 98,11        | 38 356      | 95,26       |  |

Le suppléant de Jean-Claude Mathis était Alain Balland.

### Élections de 2012
| Candidat       | Candidat                         | Parti                | Premier tour | Premier tour | Second tour | Second tour |  |
| Candidat       | Candidat                         | Parti                | Voix         | %            | Voix        | %           |  |
| -------------- | -------------------------------- | -------------------- | ------------ | ------------ | ----------- | ----------- |  |
|                | Jean-Claude Mathis sortant réélu | UMP                  | 16 608       | 38,55        | 23 361      | 57,24       |  |
|                | Yves Fournier                    | PS                   | 12 986       | 30,15        | 17 453      | 42,76       |  |
|                | Gérard Cianni                    | RBM (FN)             | 8 700        | 20,20        |             |             |  |
|                | Jean-Pierre Cornevin             | FG (PCF)             | 2 084        | 4,84         |             |             |  |
|                | Karima Ouadah                    | CpF (MoDem)          | 621          | 1,44         |             |             |  |
|                | Claudine François-Wilser         | MÉI                  | 481          | 1,12         |             |             |  |
|                | Sébastien Fournillon             | PCD (UDR, MPF, CNIP) | 444          | 1,03         |             |             |  |
|                | Michèle Roux                     | AÉI                  | 366          | 0,85         |             |             |  |
|                | Claudia Martins-Amado            | DLR                  | 363          | 0,84         |             |             |  |
|                | Marie-Pierre Marc                | LO                   | 291          | 0,68         |             |             |  |
|                | Bernard Waymel                   | RS                   | 133          | 0,31         |             |             |  |
|                |                                  |                      |              |              |             |             |  |
| Inscrits       | Inscrits                         | Inscrits             | 72 912       | 100,00       | 72 910      | 100,00      |  |
| Abstentions    | Abstentions                      | Abstentions          | 29 104       | 39,92        | 30 237      | 41,47       |  |
| Votants        | Votants                          | Votants              | 43 808       | 60,08        | 42 673      | 58,53       |  |
| Blancs et nuls | Blancs et nuls                   | Blancs et nuls       | 731          | 1,67         | 1 859       | 4,36        |  |
| Exprimés       | Exprimés                         | Exprimés             | 43 077       | 98,33        | 40 814      | 95,64       |  |

Le suppléant de Jean-Claude Mathis était Alain Balland.

### Élections de 2017
|                                                                        | |                           |                           |                          |                          |
|                                                                        | | Premier tour 11 juin 2017 | Premier tour 11 juin 2017 | Second tour 18 juin 2017 | Second tour 18 juin 2017 |
|                                                                        | |                           |                           |                          |                          |
|                                                                        | | Nombre                    | % des inscrits            | Nombre                   | % des inscrits           |
| Inscrits                                                               | Inscrits                                                                                             | 73 873                    | 100,00                    | 73 880                   | 100,00                   |
| Abstentions                                                            | Abstentions                                                                                          | 36 203                    | 49,01                     | 40 455                   | 54,76                    |
| Votants                                                                | Votants                                                                                              | 37 670                    | 50,99                     | 33 425                   | 45,24                    |
|                                                                        | |                           | % des votants             |                          | % des votants            |
| Bulletins blancs                                                       | Bulletins blancs                                                                                     | 472                       | 1,25                      | 2 558                    | 7,65                     |
| Bulletins nuls                                                         | Bulletins nuls                                                                                       | 207                       | 0,55                      | 1 027                    | 3,07                     |
| Suffrages exprimés                                                     | Suffrages exprimés                                                                                   | 36 991                    | 98,20                     | 29 840                   | 89,27                    |
|                                                                        | |                           |                           |                          |                          |
| Candidat Étiquette politique (partis et alliances)                     | Candidat Étiquette politique (partis et alliances)                                                   | Voix                      | % des exprimés            | Voix                     | % des exprimés           |
|                                                                        | |                           |                           |                          |                          |
|                                                                        | Djamila Haddad La République en marche !                                                             | 11 251                    | 30,42                     | 13 340                   | 44,71                    |
|                                                                        | Valérie Bazin-Malgras Les Républicains (Union des démocrates et indépendants)                        | 8 947                     | 24,19                     | 16 500                   | 55,29                    |
|                                                                        | Jean-Christophe Lefèvre Front national                                                               | 8 041                     | 21,74                     |                          |                          |
|                                                                        | Élise Gehin La France insoumise                                                                      | 2 829                     | 7,65                      |                          |                          |
|                                                                        | Sybille Bertail Divers droite                                                                        | 2 410                     | 6,52                      |                          |                          |
|                                                                        | Virgil Hennequin Parti socialiste                                                                    | 976                       | 2,64                      |                          |                          |
|                                                                        | Benjamin Birène Écologiste                                                                           | 903                       | 2,44                      |                          |                          |
|                                                                        | Gisèle Malaval Parti communiste français                                                             | 566                       | 1,53                      |                          |                          |
|                                                                        | Frédéric Fays Divers (Mouvement 100 % -Parti antispéciste citoyen pour la transparence et l'éthique) | 317                       | 0,86                      |                          |                          |
|                                                                        | Olivier Tamario Divers (Parti du vote blanc)                                                         | 222                       | 0,60                      |                          |                          |
|                                                                        | Françoise Jouve Divers (Union populaire républicaine)                                                | 193                       | 0,52                      |                          |                          |
|                                                                        | Julien Cynober Lutte ouvrière                                                                        | 177                       | 0,48                      |                          |                          |
|                                                                        | Patricia Peyraud Divers gauche (Nouvelle Donne)                                                      | 159                       | 0,43                      |                          |                          |
| Source : Ministère de l'Intérieur - Deuxième circonscription de l'Aube | |                           |                           |                          |                          |

Le suppléant de Valérie Bazin-Malgras était Jean-Claude Mathis, député sortant.

### Élections de 2022
Les élections législatives françaises de 2022 se déroulent les dimanches 12 et 19 juin 2022.
| Résultats des élections législatives des 12 et 19 juin 2022 de la 2e circonscription de l'Aube |                          |                          |                          |              |              |             |             |
| Candidat                                                                                       | Candidat                 | Parti et coalition       | Nuance                   | Premier tour | Premier tour | Second tour | Second tour |
| Candidat                                                                                       | Candidat                 | Parti et coalition       | Nuance                   | Voix         | %            | Voix        | %           |
|                                                                                                | Valérie Bazin-Malgras,   | LR (UDC)                 | LR                       | 10 425       | 28,57        | 19 730      | 59,51       |
|                                                                                                | Évelyne Henry,           | RN                       | RN                       | 9 989        | 27,38        | 13 426      | 40,49       |
|                                                                                                | Sarah Fraincart,         | LFI (NUPES)              | NUP                      | 6 164        | 16,89        |             |             |
|                                                                                                | Salomé Fontaine          | MoDem (ENS)              | ENS                      | 6 130        | 16,80        |             |             |
|                                                                                                | Étienne Ignatovitch,     | REC                      | REC                      | 1 695        | 4,65         |             |             |
|                                                                                                | Sébastien Riglet         | AC (ÉMP)                 | DVC                      | 546          | 1,50         |             |             |
|                                                                                                | Isabelle Puff            | LP                       | DSV                      | 524          | 1,44         |             |             |
|                                                                                                | Sébastien Beaufumé       | PA                       | ECO                      | 520          | 1,43         |             |             |
|                                                                                                | Romain Vallée            | LO                       | DXG                      | 492          | 1,35         |             |             |
| Votes valides                                                                                  | Votes valides            | Votes valides            | Votes valides            | 36 485       | 98,14        | 33 156      | 94,38       |
| Votes blancs                                                                                   | Votes blancs             | Votes blancs             | Votes blancs             | 504          | 1,36         | 1 523       | 4,34        |
| Votes nuls                                                                                     | Votes nuls               | Votes nuls               | Votes nuls               | 186          | 0,50         | 450         | 1,28        |
| Total                                                                                          | Total                    | Total                    | Total                    | 37 175       | 100          | 35 129      | 100         |
| Abstention                                                                                     | Abstention               | Abstention               | Abstention               | 38 093       | 50,61        | 40 144      | 53,33       |
| Inscrits / participation                                                                       | Inscrits / participation | Inscrits / participation | Inscrits / participation | 75 268       | 49,39        | 75 273      | 46,67       |

Le suppléant de Valérie Bazin-Malgras était Bernard de La Hamayde, notaire, conseiller départemental du canton de Bar-sur-Seine, maire de Saint-Parres-les-Vaudes.

### Élections de 2024
| Candidat                 | Candidat                 | Parti et coalition       | Nuance                   | Premier tour | Premier tour | Second tour | Second tour |
| Candidat                 | Candidat                 | Parti et coalition       | Nuance                   | Voix         | %            | Voix        | %           |
| ------------------------ | ------------------------ | ------------------------ | ------------------------ | ------------ | ------------ | ----------- | ----------- |
|                          | Albéric Ferrand          | RN                       | RN                       | 22 315       | 44,83        | 23 306      | 47,83       |
|                          | Valérie Bazin-Malgras    | LR                       | LR                       | 13 902       | 27,93        | 25 420      | 52,17       |
|                          | Samira Sebbari           | PS (NFP)                 | UG                       | 8 241        | 16,56        |             |             |
|                          | Salomé Fontaine-Garcia   | MoDem (ENS)              | ENS                      | 4 718        | 9,48         |             |             |
|                          | Romain Vallée            | LO                       | EXG                      | 603          | 1,21         |             |             |
|                          |                          |                          |                          |              |              |             |             |
| Votes valides            | Votes valides            | Votes valides            | Votes valides            | 49 779       | 97,72        |             |             |
| Votes blancs             | Votes blancs             | Votes blancs             | Votes blancs             | 709          | 1,39         |             |             |
| Votes nuls               | Votes nuls               | Votes nuls               | Votes nuls               | 451          | 0,89         |             |             |
| Total                    | Total                    | Total                    | Total                    | 50 939       | 100          |             | 100         |
| Abstention               | Abstention               | Abstention               | Abstention               | 23 037       | 31,14        |             |             |
| Inscrits / participation | Inscrits / participation | Inscrits / participation | Inscrits / participation | 73 976       | 68,86        |             |             |

Le suppléant de Valérie Bazin-Malgras est Bernard de La Hamayde.